# Clemens Stammler
Clemens Stammler (* 31. Jänner 1974 in Vöcklabruck) ist ein österreichischer Politiker der Grünen. Er war von 2020 bis 2023 Abgeordneter zum Nationalrat.

## Leben
Stammler begann 1999 eine selbstständige Tätigkeit als Landwirt. 2015 wurde er Kammerrat der Landwirtschaftskammer Oberösterreich. Im selben Jahr übernahm Stammler bei den grünen Bäuerinnen und Bauern das Amt des oberösterreichischen Landesobmanns sowie einen Platz im Bundesvorstand. 2016 wählten ihn Die Grünen Oberösterreich in den erweiterten Landesvorstand.
Nachdem Stammler am 9. Jänner 2020 für Stefan Kaineder als Abgeordneter in den Nationalrat nachgerückt war, wurde er am nächsten Tag im Parlament angelobt.
Am 25. Oktober 2023 verkündete Clemens Stammler seinen sofortigen Rücktritt als Abgeordneter zum Nationalrat sowie als Kammerrat der oberösterreichischen Landwirtschaftskammer, nachdem er am 19. Oktober 2023 vor einer Wiener Diskothek handgreiflich gegen einen Journalisten geworden war, der dadurch eine Verletzung an der Luftröhre erlitt. Gegen Stammler wurden im Zusammenhang mit dieser Tätlichkeit Belästigungsvorwürfe gegenüber einer zunächst unbekannten jungen Frau erhoben. Im Mai 2024 berichtete Der Standard, dass es sich dabei um die spätere grüne Europawahl-Spitzenkandidatin Lena Schilling gehandelt haben soll, die auch gegen andere Personen ähnliche Vorwürfe erhoben haben soll, laut Berichten zu Unrecht. Stammler selbst sagt, dass er die zum Rücktritt führende Handgreiflichkeit als den größten Fehler seines Lebens sieht, kritisierte dennoch das Verhalten der Klubspitze, die, anstatt die Belästigungsvorwürfe gegen ihn aufzuklären, damit beschäftigt war, den Namen Schilling aus der Angelegenheit herauszuhalten. Klubobfrau Sigrid Maurer erklärte, dass es solche Vorwürfe nicht gegeben habe. Sein Mandat ging an Ulrike Böker.